# CBCラジオ岐阜中継局

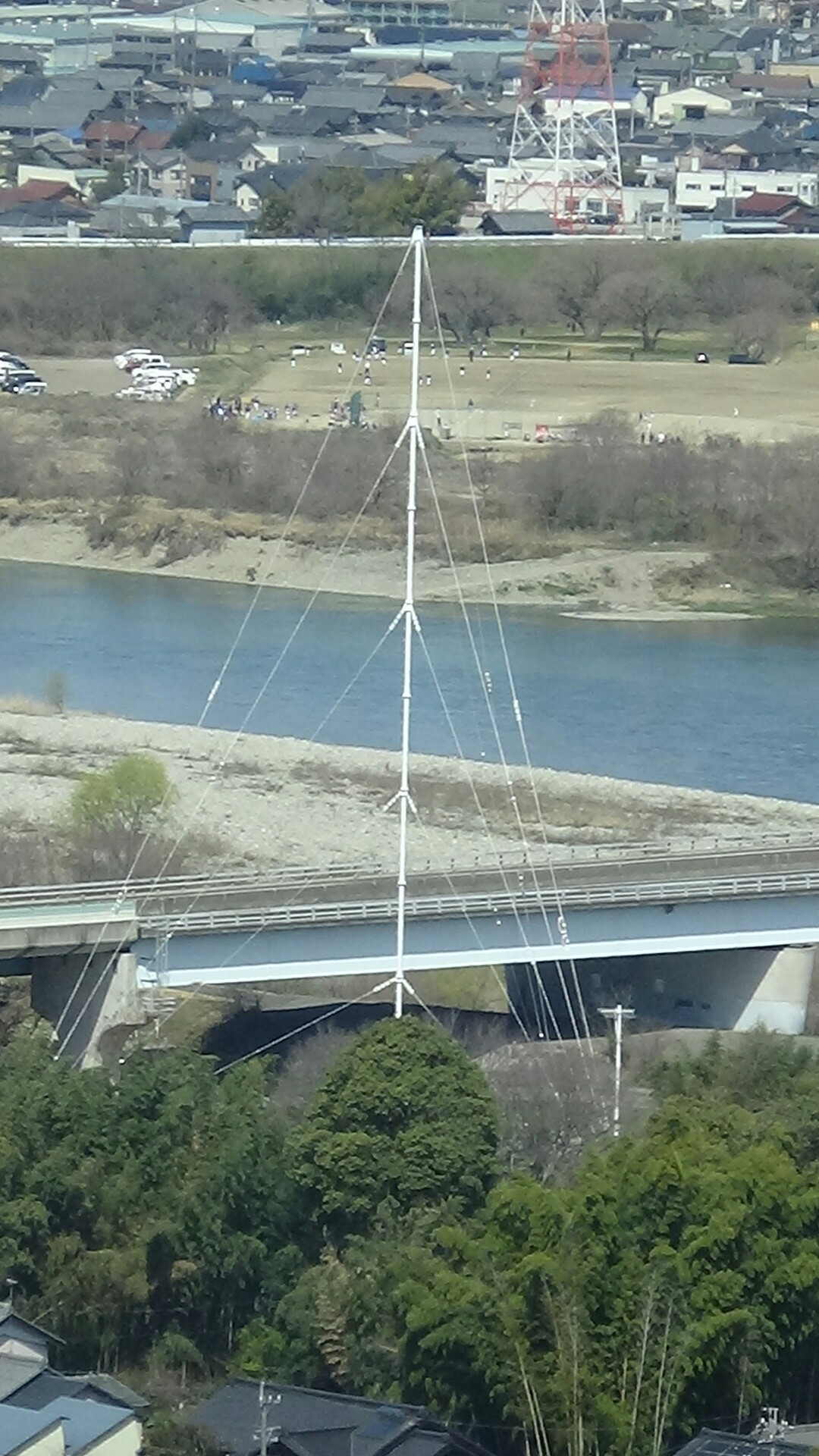
ツインアーチ138（愛知県一宮市）より望む（2018年3月）

CBCラジオ岐阜中継局（シービーシーラジオぎふちゅうけいきょく）は、かつて存在したCBCラジオの中継局である。

## 概要
CBCラジオは開局の頃から夜間の混信があった。そこで1971年に本局の出力を10kWから50kWに増力したものの、それでも岐阜県南部・愛知県北部では混信が続いていた。更に1978年末には北朝鮮の地下放送「救国の声」が周波数を1135kHzからCBCラジオと同一の1053kHzに変更、1,500kWの大出力で放送されることも相まって混信は一層悪化した。
このため郵政省（現・総務省）や日本民間放送連盟に働きかけを行い、1998年6月18日に予備免許が下り、同年7月1日より本放送を開始した。同局の周波数が639kHzと低いこともあり、名古屋市内でもほぼ全域で聴取が可能となり、CBCラジオ長島送信所（本局）の予備の役割を果たすことにもなった。
2018年10月31日23時59分50秒頃に停波・閉局した。これは三国山へのFM補完中継局の開設で岐阜市周辺のほぼ全域でFM波での受信が可能になった事で、混信に関する問題が解決したためである。

## 中継局概要
| 放送局名  | コールサイン | 周波数 | 空中線電力 | 放送対象地域 | 放送区域 内世帯数 | 放送エリア                                                |
| --------- | ------------ | ------ | ---------- | ------------ | ----------------- | --------------------------------------------------------- |
| CBCラジオ | なし         | 639kHz | 500W       | 中京広域圏   | 約-世帯           | 岐阜県岐阜市・各務原市・大垣市・ 愛知県一宮市など周辺地域 |

## 所在地
- 岐阜県各務原市川島北山町
  - 開局時の地名は「岐阜県羽島郡川島町北山町」である[4]。
  - 東海北陸自動車道沿いにあり、川島パーキングエリア（河川環境楽園）～一宮木曽川インターチェンジの木曽川本流の橋のすぐ南である。
  - 施設は2019年に解体され、跡地は空き地となっている。

## 放送エリア
- 愛知県北部（一宮市、江南市とその周辺部）及び岐阜県中南部（岐阜市、大垣市、各務原市とその周辺部）